# Nadežda Tkačenko
Nadežda Vladimirovna Tkačenko, coniugata Sapronova (in russo Надежда Владимировна Ткаченко?; traslitterazione anglosassone Nadezhda Vladimirovna Tkachenko; Kremenčuk, 19 settembre 1948), è un'ex multiplista sovietica, campionessa olimpica ed europea del pentathlon.

## Biografia
Specialista della disciplina del pentathlon, prese parte a tre edizioni dei Giochi olimpici: a Monaco di Baviera 1972 concluse la prova in nona posizione, a Montréal 1976 giunse quinta ed a Mosca 1980 vinse il titolo a cinque cerchi facendo segnare anche il nuovo record del mondo, che aveva peraltro già detenuto in una precedente occasione. In carriera conquistò inoltre una medaglia d'oro alle Universiadi di Mosca 1973, ai campionati europei di Roma 1974 e nella Coppa Europa di prove multiple di Lilla 1977.
Conquistò il primo posto anche agli Europei di Praga 1978, ma venne trovata positiva ad un controllo antidoping e conseguentemente fu privata del titolo, squalificata dalla competizione e fu sospesa dalla IAAF per un periodo di 18 mesi.
Dopo la scioglimento dell'Unione Sovietica ha assunto la cittadinanza ucraina.

## Palmarès
| Anno | Manifestazione  | Sede     | Evento     | Risultato | Prestazione | Note            |
| ---- | --------------- | -------- | ---------- | --------- | ----------- | --------------- |
| 1972 | Giochi olimpici | Monaco   | Pentathlon | 9ª        | 4 370 p.    |                 |
| 1973 | Universiadi     | Mosca    | Pentathlon | Oro       |             |                 |
| 1974 | Europei         | Roma     | Pentathlon | Oro       | 4 776 p.    |                 |
| 1976 | Giochi olimpici | Montréal | Pentathlon | 5ª        | 4 669 p.    |                 |
| 1978 | Europei         | Praga    | Pentathlon | dq        | dq          |                 |
| 1980 | Giochi olimpici | Mosca    | Pentathlon | Oro       | 5 083 p.    | Record mondiale |

## Campionati nazionali
- 4 volte campionessa sovietica del pentathlon (1973, 1974, 1975 e 1978)

## Altre competizioni internazionali
1977
- Oro in Coppa Europa di prove multiple ( Lilla), pentathlon - 4 839 p.